# 9414 Masamimurakami
9414 Masamimurakami è un asteroide della fascia principale. Scoperto nel 1995, presenta un'orbita caratterizzata da un semiasse maggiore pari a 2,4211376 UA e da un'eccentricità di 0,1386744, inclinata di 12,19659° rispetto all'eclittica.